# Lucasfilm
Lucasfilm Ltd. LLC è una casa di produzione cinematografica e televisiva statunitense, attiva anche nel campo dell'animazione, degli effetti speciali e sonori, con sede principale nel Letterman Digital Arts Center a Presidio di San Francisco, California. 
Fondata da George Lucas il 10 dicembre 1971 a San Rafael, California, la Lucasfilm è famosa per aver prodotto saghe come Star Wars e Indiana Jones.
Dal 2005 la maggior parte delle attività dell'azienda è stata trasferita a San Francisco.
Dal 2012 è sussidiaria dei Walt Disney Studios, a loro volta divisione commerciale della The Walt Disney Company, ed è attualmente sotto la direzione di Kathleen Kennedy.

## Storia
Fondata da George Lucas, la Lucasfilm è leader nel mercato delle nuove tecnologie per i film: effetti speciali, sonoro e animazione al computer.
I Pixar Animation Studios nascono come una divisione della compagnia, staccatasi nel 1986 dopo l'acquisizione da parte del co-fondatore di Apple, Steve Jobs.
Con la vendita della Lucasfilm e il pensionamento del presidente Micheline Chau, Kathleen Kennedy diviene nuova presidente della casa di produzione.
Il 30 ottobre 2012 viene ufficializzata l'acquisizione del gruppo da parte della The Walt Disney Company per 4,05 miliardi di dollari in contanti e azioni, di cui 1,855 miliardi di dollari in azioni.

## Divisioni operative
Dalla Lucasfilm sono nate numerose compagnie, dedicate a settori specializzati del mercato cinematografico legati sempre alle produzioni della casa madre:
- Industrial Light & Magic: specializzata negli effetti speciali.
- Skywalker Sound: specializzata nel sound editing post-produzione.
- Lucasfilm Animation: animazione cinematografica e videoludica.
  - Lucasfilm Animation Singapore: animazione (consociata).
  - Lucas Books: pubblicazione sotto il marchio Del Rey Books, concesso con licenza dalla Lucasfilm.[7]
- Lucas Licensing: licenze e merchandising internazionale.
- Lucas Online: siti web.
- Lucasfilm Games: videogiochi per console e PC (conosciuta come LucasArts dal 1990 al 2021).

## Divisioni non più controllate
- THX Ltd.: impianti audio per cinema e Home Theatre (divisione conclusa nel 2001).
- Pixar Animation Studios: società di produzione cinematografica in CGI (venduta a Steve Jobs nel 1986, è ormai una consociata di The Walt Disney Company dal 1995). A quel tempo l'azienda era conosciuta come Lucasfilm Computer Graphics Project.
- Kerner Optical: effetti speciali con specializzazione del team per lo sviluppo del 3D (divisione conclusa nel 2006).

## Filmografia

### Cinema
- American Graffiti, regia di George Lucas (1973)
- Guerre stellari (Star Wars), regia di George Lucas (1977)
- American Graffiti 2 (More American Graffiti), regia di Bill L. Norton (1979)
- L'Impero colpisce ancora (The Empire Strikes Back), regia di Irvin Kershner (1980)
- I predatori dell'arca perduta (Raiders of the Lost Ark), regia di Steven Spielberg (1981)
- Il ritorno dello Jedi (Return of the Jedi), regia di Richard Marquand (1983)
- Indiana Jones e il tempio maledetto (Indiana Jones and the Temple of Doom), regia di Steven Spielberg (1984)
- Mishima - Una vita in quattro capitoli (Mishima: A Life in Four Chapters), regia di Paul Schrader (1985)
- Labyrinth - Dove tutto è possibile (Labyrinth), regia di Jim Henson (1986)
- Howard e il destino del mondo (Howard the Duck), regia di Willard Huyck (1986)
- Willow, regia di Ron Howard (1988)
- Tucker - Un uomo e il suo sogno (Tucker: the Man and His Dream), regia di Francis Ford Coppola (1988)
- Indiana Jones e l'ultima crociata (Indiana Jones and the Last Crusade), regia di Steven Spielberg (1989)
- Benvenuti a Radioland (Radioland Murders.), regia di Mel Smith (1994)
- Star Wars - Episodio I - La minaccia fantasma (Star Wars Episode I: The Phantom Menace), regia di George Lucas (1999)
- Star Wars - Episodio II - L'attacco dei cloni (Star Wars: Episode II - Attack of the Clones), regia di George Lucas (2002)
- Star Wars - Episodio III - La vendetta dei Sith (Star Wars: Episode III - Revenge of the Sith), regia di George Lucas (2005)
- Indiana Jones e il regno del teschio di cristallo (Indiana Jones and the Kingdom of the Crystal Skull), regia di Steven Spielberg (2008)
- Star Wars: The Clone Wars, regia di Dave Filoni (2008)
- Red Tails, regia di Anthony Hemingway (2012)
- Star Wars - Il risveglio della Forza (Star Wars: The Force Awakens) regia di J. J. Abrams (2015)
- Rogue One: A Star Wars Story, regia di Gareth Edwards (2016)
- Star Wars - Gli ultimi Jedi (Star Wars: The Last Jedi), regia di Rian Johnson (2017)
- Solo: A Star Wars Story, regia di Ron Howard (2018)
- Star Wars - L'ascesa di Skywalker (Star Wars: The Rise of Skywalker), regia di J. J. Abrams (2019)
- Indiana Jones e il quadrante del destino (Indiana Jones and the Dial of Destiny), regia di James Mangold (2023)

### Serie televisive
- Droids Adventures (1985-1986)
- Star Wars: Ewoks (1985-1987)
- Le avventure del giovane Indiana Jones (The Young Indiana Jones Chronicles) (1992-1996)
- Star Wars: Clone Wars (2003-2005)
- Star Wars: The Clone Wars (2008-2020)
- Star Wars Rebels (2014-2018)
- Star Wars Resistance (2018-2020)
- The Mandalorian (2019-in produzione)
- Star Wars: The Bad Batch (2021-2024)
- The Book of Boba Fett (2021)
- Obi-Wan Kenobi (2022)
- Andor (2022-in produzione)
- Willow (2022)
- Ahsoka (2023-in produzione)
- The Acolyte - La seguace (The Acolyte) (2024)
- Skeleton Crew (2024-in produzione)

### Film televisivi
- The Star Wars Holiday Special, regia di Steve Binder e David Acomba – film TV (1978)
- L'avventura degli Ewoks (Caravan of Courage: An Ewok Adventure), regia di John Korty – film TV (1984)
- Il ritorno degli Ewoks (Ewoks: The Battle for Endor), regia di Jim Wheat e Ken Wheat – film TV (1985)

### Cortometraggi
- Zen - Grogu and Dust Bunnies (2022) (prodotto in collaborazione con Studio Ghibli)

## Franchise
| Franchise                   | Periodo       | n° prodotti | n° prodotti      | n° prodotti | n° prodotti |
| Franchise                   | Periodo       | Film        | Serie TV         | Film TV     | Corti       |
| --------------------------- | ------------- | ----------- | ---------------- | ----------- | ----------- |
| American Graffiti           | 1973-1979     | 2           | 0                | 0           | 0           |
| Guerre stellari (Star Wars) | 1977-in corso | 12          | 12               | 3           | 1           |
| Indiana Jones               | 1981-in corso | 5           | 1 (1 annunciata) | 0           | 0           |
| Mishima                     | 1985          | 1           | 0                | 0           | 0           |
| Labyrinth                   | 1986          | 1           | 0                | 0           | 0           |
| Howard the Duck             | 1986          | 1           | 0                | 0           | 0           |
| Willow                      | 1988-in corso | 1           | 1                | 0           | 0           |
| Tucker                      | 1988          | 1           | 0                | 0           | 0           |
| Radioland Murders           | 1994          | 1           | 0                | 0           | 0           |
| Red Tails                   | 2012          | 1           | 0                | 0           | 0           |